# Xanthoparmelia oribensis
Xanthoparmelia oribensis är en lavart som beskrevs av Hale. Xanthoparmelia oribensis ingår i släktet Xanthoparmelia och familjen Parmeliaceae.   Inga underarter finns listade i Catalogue of Life.